# Korjîha, Karlivka
Korjîha (în ucraineană Коржиха) este un sat în comuna Lanna din raionul Karlivka, regiunea Poltava, Ucraina.

## Demografie
Componența lingvistică a localității Korjîha
     Ucraineană (96,67%)
     Rusă (3,33%)
Conform recensământului din 2001, majoritatea populației localității Korjîha era vorbitoare de ucraineană (96,67%), existând în minoritate și vorbitori de rusă (3,33%).